# Cranosina coronata
Cranosina coronata is een mosdiertjessoort uit de familie van de Calloporidae. De wetenschappelijke naam van de soort is, als Setosellina coronata, voor het eerst geldig gepubliceerd in 1881 door Hincks.